# Winthrop Ames
Winthrop Ames (25 de noviembre de 1870, Easton, Massachusetts - 3 de noviembre de 1937, Boston, Massachusetts) fue un director y productor de teatro estadounidense.
Nació dentro de una acaudalada familia de Nueva Inglaterra, viajó a Europa en 1904 para estudiar la administración de 60 compañías de ópera y teatro. Después de manejar un teatro en Boston, se convirtió en director administrativo del Century Theatre de la ciudad de Nueva York entre los años 1908 y 1911.
Fundó el Little Theatre y el Booth Theatre, donde produjo y dirigió obras exitosas como The Philanderer en 1913, Beggar on Horseback en 1924 y una serie de reestrenos de Gilbert y Sullivan desde 1926 hasta 1929. Su Snow White de 1913, fue la primera obra teatral producida en los Estados Unidos que estuvo dirigida especialmente hacia el público infantil.
- Datos: Q2074516
- Multimedia: Winthrop Ames / Q2074516